# Ovino va in città
Ovino va in città (Sheep in the Big City) è una serie televisiva animata statunitense del 2000, creata da Mo Willems.
Segue le avventure di una pecora di nome Ovino mentre è in fuga alla ricerca di una nuova vita nella "Grande Città", dove cerca di evitare un'organizzazione militare segreta. La serie presenta anche diversi sketch e cortometraggi non correlati, oltre ad avere un'enfasi sull'umorismo sofisticato (in particolare, letterale), utilizzando diverse forme di retorica dai personaggi alle trame e includendo riferimenti comici al cinema e alla televisione. Al tempo, il debutto di Ovino va in città è stato il più apprezzato per una serie originale di Cartoon Network.
L'episodio pilota Si comincia beeene è stato presentato per la prima volta come parte del Cartoon Cartoon Summer di Cartoon Network il 18 agosto 2000, prima del suo debutto ufficiale con la prima stagione della serie.
La serie è stata trasmessa per la prima volta negli Stati Uniti su Cartoon Network dal 17 novembre 2000 al 7 aprile 2002, per un totale di 20 episodi ripartiti su due stagioni. In Italia è stata trasmessa su Cartoon Network dal 19 ottobre 2001.

## Trama
La serie, interamente narrata, racconta le avventure di Ovino, una pecora come tante, che un giorno decide di trasferirsi in una città strampalata abitata da innumerevoli bizzarri personaggi. Qui, però, Ovino deve stare attento al Generale Specifico, che vuole catturarlo per inserirlo in un'arma segreta ad energia ovina.

## Episodi
| Stagione         | Episodi | Prima TV USA | Prima TV Italia |
| ---------------- | ------- | ------------ | --------------- |
| Prima stagione   | 13      | 2000-2001    | 2001            |
| Seconda stagione | 13      | 2001-2002    | 2002            |

## Personaggi e doppiatori

### Personaggi principali
- Ovino (in originale: Sheep), voce originale di Kevin Seal, italiana di Davide Lepore.

Il protagonista della serie, è una pecora. Lascia la fattoria del fattore Jon per andare a vivere in città. Nella puntata di fine prima stagione dedicata ai sogni, Ovino si rivela un diabolico individuo capace di parlare.
- Generale Specifico (in originale: General Specific), voce originale di Kevin Seal, italiana di Gerolamo Alchieri.

Nemico di Ovino, tenta sempre di catturarlo per utilizzarlo come fonte di energia per una micidiale arma segreta. In più circostanze, specialmente nella seconda stagione, rivela alcuni aspetti del proprio carattere piuttosto ambigui: Specifico è un uomo comico e burlesco e nonostante i suoi continui fallimenti non si arrende mai, ma è anche egoista, immaturo ed incapace di rendersi conto dei momenti più disperati nei quali è coinvolto suo malgrado, come nell'episodio in cui Ovino viene ingigantito erroneamente e la città è minacciata da un'inondazione, una meteora ed un vulcano in eruzione.
- Soldato Dietro Front (in originale: Private Public), voce originale di James Edmund Godwin, italiana di Neri Marcorè.

Assistente e braccio destro del Generale Specifico, per quanto anche lui intenzionato a catturare Ovino tende ad essere un po' più realista contrariamente al suo superiore, tanto da dovergli ricordare spesso il motivo della sua presenza. È molto empatico e lo dimostra quando, nella seconda stagione, incontra suo padre, Generale Dietro Front, che prima lo mette in imbarazzo e successivamente, in qualche modo, lo fa crescere.

### Personaggi ricorrenti
- Scienziato Arrabbiato (in originale: The Angry Scientist), voce originale di Mo Willems, italiana di Oreste Rizzini.

Lo scienziato che lavora per il Generale Specifico, inventa e progetta spesso le nuove armi dell'esercito, per mettere i bastoni tra le ruote a Ovino. Il generale più volte lo chiama Scienziato Pazzo, mandandolo su tutte le furie e senza mai imparare la lezione nel tempo.
- Fattore John (in originale: Farmer John), voce originale di James Edmund Godwin.

Il proprietario della fattoria in cui Ovino è nato ed è vissuto fino a quando non è partito per la città. Non è ben chiaro quanto sia travagliato il rapporto tra i due; probabilmente Ovino prova un certo disagio nel ripensare alla vita in fattoria per via della presenza del generale Specifico e non sa come farlo capire al fattore, tuttavia non ha mostrato ingratitudine quando quest'ultimo è riuscito più volte a salvarlo.
- L'ampolloso Gigione (in originale: The Ranting Swede), voce originale di Kevin Seal, italiana di Roberto Draghetti.

Un personaggio presente solo alla fine di ogni puntata, si lamenta sempre di cose poco inerenti con la serie, tenendo lunghi discorsi insensati. In una circostanza è stato sostituito dall'ampolloso Gigino, probabilmente ancora più superficiale di Gigione.
- Lady Virginia Sperpero (in originale: Lady Virginia Richington), voce originale di Ruth Buzzi (ep. pilota) e Stephanie D'Abruzzo, italiana di Lorenza Biella.

Una ricchissima signora che indossa una parrucca metallica, spesso utilizzata impropriamente come oggetto contundente. Odia Ovino e tutte le pecore in generale. In più occasioni si è dimostrata in buoni rapporti con il Generale Specifico, tanto da aver contribuito ad una campagna elettorale per eleggere quest'ultimo come sindaco della città.
- Snobbina (in originale: Swanky the Poodle), voce originale di Stephanie D'Abruzzo.

La barboncina rosa della quale è proprietaria Lady Sperpero e che vive una storia d'amore con Ovino.
- Rosa Dispettosa (in originale: Lisa Rental), voce originale di Stephanie D'Abruzzo, italiana di Letizia Ciampa.

Una bambina terribile, vorrebbe possedere un cucciolo tutto suo ma è violenta e pericolosa. Crede che Ovino sia un cane, ma forse arriva ad intuirne la specie proprio durante la seconda stagione.
- Ben Plotz, voce originale di Ken Schatz, italiana di Nicola Marcucci.

Si tratta di un tizio con gli occhiali che fa da voce narrante e anello di congiunzione tra le varie scene.
- Il Regista Elettronico (in originale: The Plot Device), voce originale di Stephanie D'Abruzzo.

Un androide femmina che fornisce molto spesso spigolature e sistemi, uniti alle invenzioni dello Scienziato Arrabbiato, da adoperare per cercare di catturare Ovino. Generale Specifico, da che nella prima stagione sembra essere orgoglioso della sua presenza, in seguito pare mostrare un senso di indifferenza nei suoi confronti e crede, nella seconda stagione, che Soldato Dietro Front se ne senta attratto, tanto da invitarlo con violenza a sposarlo.
- Generale Lee Indegno (in originale: General Lee Outrageous), voce originale di Joey Mazzarino.

Il cugino di Generale Specifico, è un individuo esaltato e perennemente intento al lato ludico e festaiolo di sé, oltre ad essere il rivale di quest'ultimo. Nella prima stagione lo si vede cercare di concorrere ad una rassegna per la migliore arma ad energia animale, fallendo comunque, mentre nella seconda trascina Ovino all'interno di una festa a tema disco '70/'80, che a sua volta si sposta nella base di Specifico, il quale viene estromesso immotivatamente.
- Soldato Avanti Marsch (in originale: Private Party).

Assistente e braccio destro di Generale Lee Indegno, al di là della passione per le feste e il mondo della notte condivisa con il superiore non si sa molto di lui, tranne che abbia poco in simpatia Soldato Dietro Front.
- Victor, voce originale di Ken Schatz.

Il venditore e portavoce dei prodotti della Ossimoro (Oxymoron), pubblicizzati tra un capitolo e l'altro di ogni puntata. E' egocentrico, insofferente, pedante, ossessivo, supponente, megalomane ed incurante dell'inutilità dei prodotti stessi, tanto da non rispondere mai agli interrogativi posti dalle persone durante gli spot, men che meno a se stesso. Solo in un paio di momenti ha dovuto arrendersi.
- Jay, voce originale di Ken Schatz.

Un omino pacato assai dedito alla lettura. Appare ogni volta che Ovino si ritrova a leggere delle scritte sui cartelli. Conclude spesso i discorsi con una frase che sottolinea la propria passione ("Mi piace leggere" o "Leggere è educativo").

## Episodio pilota
Un episodio pilota intitolato Si comincia beeene è stato trasmesso negli Stati Uniti all'interno di The Cartoon Cartoon Show il 18 agosto 2000. In Italia l'episodio è stato reso disponibile negli extra del DVD Le Superchicche: il grande inganno, distribuito da Warner Home Video dal 2 ottobre 2001.